# Храм Мангала в Какатпуре

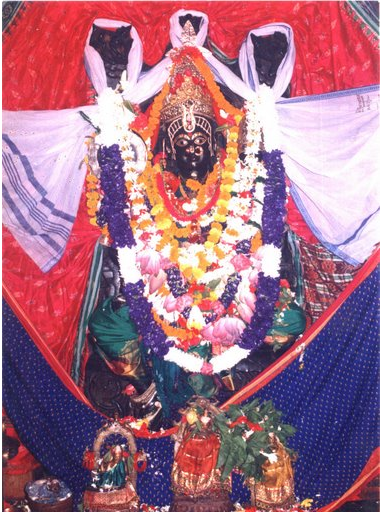
Goddesses Mangala

Храм Мангала — храм в Какатпуре в городе Пури штата Орисса, Индия.
В этом храме поклоняются богине Мангале — проявлению богини-матери Дурги. Храм построен в стиле калинга и является главным местом паломничеств для преданных культа Шакти. Паломники часто приходят в этот храм за благословениями к Маа Мангале. Там стоит кровать, сделанная из сплошного камня; говорится, что Маа Мангала отдыхает на ней после своего ежедневного обхода всей вселенной. В подтверждение этому кровать выглядит изношенной, как будто бы её использовали уже несколько столетий.

## Легенда о нахождении
Говорится, что в древние времена богиня Мангала скрывала себя под водами реки Прачи. Однажды один лодочник не мог пересечь реку. Когда он заснул, Маа Мангала явилась ему во сне и попросила поднять её из воды и установить в деревне Мангалпур. Он так и сделал, а вскоре был построен храм в её честь. Позже лодочник увидел, как какая-то ворона нырнула точно туда же, откуда он поднял божество, и уже никогда не возвращалась. Так произошло имя Какатпур: ворона — кака, удерживаемая — атка.

## Связь с божествомДжаганнатхой
Храм Какатпур Мангала имеет тесную связь с храмом Господа Джаганнатхи в Пури, из-за проводимого там фестиваля навакалевара (смена божеств). Старых божеств закапывают в особом месте на территории храма Джаганнатхи, и создают новых божеств. Их вырезают из дерева, которое на местном языке известно как Дару Брахма. Никто не знает, где найти это священное дерево, пока, согласно традиции, пуджари храма Джаганнатхи не придут в храм Какатпур Мангала и не помолятся ей о помощи, чтобы она помогла им найти это дерево. Пуджари спят перед богиней с опущенными вниз лицами, и тогда богиня является им в их сны и указывает им точное месторасположение трех священных деревьев для трех божеств. Этот обычай выполняется без отклонений уже очень много лет. Это демонстрирует могущество богини Мангалы и силу её благословений к преданным.